# Editors
Editors是来自英国伯明翰、成立于2002年的独立摇滚乐队。曾经用过Pilot、The Pride、Snowfield等名字，乐队由汤姆·史密斯（主唱、旋律吉他、钢琴）、克里斯·乌尔班诺维奇（Chris Urbanowicz；主音吉他、合成器）、拉塞尔·利奇（Russell Leetch；重音吉他、背景和声）、爱德华·雷（Edward Lay；鼓、打击乐器组）组成。
Editors目前已经发行了两张铂金录音室唱片，首张唱片《The Back Room》于2005年发行。其中包含《Munich》和《Blood》等热门歌曲。翌年获水星奖提名。随后发行的《An End Has a Start》于2007年7月在英国专辑排行榜成功登顶并在全英音乐奖的最佳英国乐队奖项上获得提名。后来单曲《Smokers Outside the Hospital Doors》的发行也冲进前十。
在榜单的长期滞留，巡演爆满及於无数重要音乐节的亮相让Editors得到舆论好评，其音乐黑暗的风格总被拿来与Echo & the Bunnymen、Joy Division、Interpol和U2对比。乐队的第三张大碟《In This Light and on This Evening》于2009年十月发售。

## 历史

### 成立 (2002–2004)
乐队成员同在斯塔福德郡大学学习音乐技术（Music Technology），认为其并不是自己真正要做的事于是决定成立乐队并在伍尔弗汉普顿，伯明翰和斯塔福德表演。
乐队起初以Pilot之名在2002年首次出演。在上大学的时候，他们干过一点营销——在斯塔福德的墙上贴了上百张写着“Pilot是谁？”的宣传单。然而他们发现“Pilot”被一个七十年代的苏格兰流行团体占用了，于是改名为 The Pride。
他们以这个名字做了两首歌 "Come Share the View" 和 "Forest Fire" 来提高知名度并把它们上传到互联网上，使其能够在 BBC Radio 1 的 OneMusic Unsigned 节目上播出。有评论写道 “The Pride 的音乐有着难以察觉的 lo-fi 效果。有着简单压抑的曲调的 "Come Share The View" 是用白噪音实现催眠声景的练习，也搭配了慢动作流派的 "Forest Fire"”。随后乐队不再上传歌曲转而在线下为音乐制造更多的神秘感和焦躁感来保证更多的 "A&R" 代表前去观看他们的演出。
原成员 Geraint Owen 因忙于他的威尔士乐队 The Heights 而退出，埃爱德华·雷加入。 他们又以 Snowfield 之名小有名气。他们于2003年3月在应 Fused Magazine 的请求下展开了首场演唱会。随后的夏季乐队又自己发行了一张6轨样本 EP，后都收录进录音室唱片。为便于管理他们于2003年秋毕业后迁移至最近的大城市——伯明翰。
翌年，乐队成员都边兼职边做乐队的工作。因在英格兰中部地区的连续演唱会，观众的口碑使得他们成为很受欢迎的未签约乐队。乐队于是甩出一张 Bullets 的单轨样本CD，赢来几个英国厂牌及30位 A&R 代表前来伯明翰观看表演。2004年10月，乐队签约基于 Newcastle 的独立厂牌 Kitchenware Records。签约时他们改名为 Editors。

### The Back Room(2005–2006)
在給 Puressence 和 Oceansize 等樂隊暖場后，Editors 于2005年1月24日在 Kitchenware 唱片下发行了与制作人 Gavin Monaghan 录制的首支单曲，限量1000份。BBC Radio 1 的 DJ Zane Lowe 曾播过该歌曲，并还成为该节目“本周单曲”。限量版在当天售罄，当周还在 eBay 上标出了￡30的价钱。
同年四月 "Munich" 的发行成为乐队首支闯进前25位的歌曲，乐队英国巡演爆满，其在曼彻斯特 MTV’s Spanking New Music 上获得一席之位。因为乐队越来越受欢迎，Editors 和 Kitchenware 与 Sony BMG 签订了独家销售合约。"Blood" 于两月后发行，首周销售5286份，挤入英国单曲榜前18。几首单曲为乐队赢得了大量粉丝，在2005年7月25日首张专辑 The Back Room 发行即受舆论好评，并且销售火爆。首周专辑即进前13，卖出17627张。再版发行的 "Bullets" 成功进入英国单曲榜前30，Editors 赢得高调暖场机会，为 Franz Ferdinand 在英国及欧洲的演出上暖场。
随后 Editors 于2006年6月重新发行 "Munich"，比上次多卖了1500首。这首歌成为 Editors 首支挤进前十的单曲，也使得 The Back Room 重现榜单最终成功冲铂。2006年3月与Stellastarr*合办的北美巡演适逢 The Back Room 在美国的发行。乐队继续在美国有重要的音乐节上演出，比如 Coachella 和 Lollapalooza。Editors 随后又在著名的电视节目 Late Night with Conan O'Brien 上表演歌曲 "Munich" 。
三月末，Editors在英国发行单曲 All Sparks ，该曲进入单曲榜前21。在一场欧洲巡演后（其间有一次在 Brixton Academy 的连续三晚表演）,Editors重新发行 "Blood" 的限量版，该曲进入前40，同时把 The Back Room 送回榜单前45。不久之后 The Back Room 世界范围的第一百万份正式售出，于2006年被水星奖提名。在欧洲一系列高知名度的音乐节上的表演后，包括 T in the Park, V 2006 和 Isle of Wight Festival，Editors 开始着手准备他们的第二张专辑。

### An End Has a Start(2007–2008)
Editors 于2006年11月开始与制作人 Jacknife Lee 在爱尔兰的一个叫做 Grouse Lodge 的录音室为专辑 An End Has a Start 进行为期两个月的录制。专辑于2007年6月25日正式发行，首周销售59405张，直接登顶英国专辑榜。"Smokers Outside the Hospital Doors"先于专辑于18日发行，该曲排列第7，是Editors排位最靠前的单曲。同时在 MTV 上也获得了 Making the Video 的机会。
发行后不久，Editors 就在格拉斯顿伯里音乐节的稍次场地"其他舞台"（The Other Stage）上表演。后几周他们在其他诸如 Oxegen, Lowlands 与 Pukkelpop 等音乐节上亮相，也首次在澳大利亚和新西兰演唱。随后于9月发行了同名单曲 "An End Has a Start" 为北美巡演造势。Editors 也在 Jimmy Kimmel Live! 和 The Tonight Show with Jay Leno 等节目上表演该曲。
回到英国，乐队为庆祝 BBC Radio 1 成立40周年翻唱了 The Cure 的 "Lullaby"，该曲收录于选集/专辑 Radio 1 Established 1967 并于2007年10月1日发行。10月发行专辑第三首单曲 "The Racing Rats" ，并在 Friday Night with Jonathan Ross 上现场表演，歌曲进入英国榜前26。It also reached number 12 in the Dutch Top 40, the band's highest ever single charting outside of the UK.
2008年的前两个月，Editors 在北美举办了30场演出。期间提名全英音乐奖最佳英国组合。提名后好评如潮，The Mail on Sunday 报纸称他们是这十年中仅次于 Arctic Monkeys 的第二大英国乐队。北美巡演的一场也因 Editors 需回伦敦参加颁奖典礼而被迫取消。一个月后，发行 An End Has a Start 的第四首单曲"Push Your Head Towards the Air"。该曲为特别限量版，未进排行榜。随着该曲的发行，Editors 也
举办了目前为止规模最大范围最广的的全英巡演。他们曾在位于伯明翰12000座的 National Indoor Arena 表演，在伦敦的 Alexandra Palace 的两场演出都爆满。
6月，他们发行了单曲 "Bones"，该曲只通过网络下载，为夏季音乐节助兴。乐队贝斯手 Russell Leetch 为该曲的 MV 执导。不久后，Editors 第一次在格拉斯顿伯里音乐节的 pyramid stage 上表演。演唱曲目包括新曲 "No Sound But The Wind"。该曲第一次与公众见面是于前一天在 Frome 举行了一场秘密暖场演唱会。

### In This Light and on This Evening(2009–至今)
主唱史密斯透露下张专辑会有新方向，会追求一种新的，更原始的声音。Editors 于2009年1月之前就为新专辑写了约18首歌。这些歌被描述为 Editors 至今最原始，最具合成器效果，最打动人心的歌曲。十月乐队进录音室录制样本。乐队于4月的前一个星期录音，8号放出他们有关录制进程的视频。他们称 Mark 'Flood' Ellis 会担任该专辑制作人。2009年早些时候有消息说专辑的风格非常电子，乐队常拿终结者的主题曲来参考。
2009年6月2日，专辑名字确定为 In This Light and on This Evening。制作人 Flood 对合成器的大量使用使得专辑拥有一种合成流行/后朋克的效果。Flood 因与受电子乐影响的乐队诸如 U2, Depeche Mode, The Killers 和 Erasure 的合作而声名大噪，其为 In This Light and on This Evening 添加的合成器元素使得铁杆粉丝对 Editors 的新方向产生了褒贬不一的反应。专辑于10月12日发行。曲目 "Papillon" 的音乐视频在索尼 PlayStation 3 的视频点播服务" VidZone" 上首次亮相。
2009年他们称未发行曲目 "No Sound But The Wind" 会出现在新月的电影原声。2009年10月18日乐队在位于东安格里亚大学的 LCR 道的舞台上宣布专辑 "In This Light and on This Evening" 登上排行榜首位。
2010年6月，乐队开始了欧洲夏季巡演，在以色列特拉维夫的Barbie俱乐部举行的的首场演出爆满。

## 音乐风格
Editors 独有的独立摇滚风格同时受到当代和和过去的乐队的影响。对其产生影响的包括 Echo & the BunnymenJoy Division,The Strokes,The Walkmen,R.E.M.及 Elbow。乐队音乐风格主要由后两者的首张专辑 Murmur 和 Asleep in the Back 影响。媒体总是把他们的音乐和 Joy Division 和 Echo & the Bunnymen 比较，而 Editors 认为其音乐风格太老而很难影响到他们自己的音乐。自Editors 在英国音乐界露脸之时他们就被拿来与美国独立摇滚乐队 Interpol 对比，然而两支乐队都不认可这种做法。
Editors的首张专辑 The Back Room 的声音被认为尖细而原始，NME 对其贴上著名的“黑暗迪斯科”("dark disco")的标签。这种声音源于合成器的使用，即兴Riffs和简单模糊的歌词。An End Has a Start 的音乐更趋“复杂”。这种声音来自于添加更多音乐层次以及加入新的音乐形式，包括在 "Smokers Outside the Hospital Doors" 中添加的和声与在 "Spiders" 中玩的“捉迷藏”（Hide-and Seek）。
主唱史密斯表示下张专辑会寻找新方向，使音乐更新鲜更原始。第三张专辑的音乐抛弃了前两张使用的吉他，转
而使用合成器。作为 In This Light and on This Evening 的制作人，Flood 也增加了“氛围”在音乐中的地位，使其较前
两张更显得黑暗，他同时也努力使其有现场录制的效果。
歌词及和弦一般由史密斯完成，而歌曲的创作总的来说是大家共同努力的结果。歌曲创作由史密斯的钢琴或古典吉他开始，随后他将其传给其他乐队成员，由大家合作完成。史密斯表示他故意使歌词含糊不清以让大家有自己的见解。

## 录音作品目录

### 录音室唱片
- The Back Room (2005)
- An End Has a Start (2007)
- In This Light and on This Evening (2009)
- "The Weight of Your Love"  (2013)
- "Violence"  (2018)